# Тромёйский мост
Тромёйский мост (норв. Tromøybrua, Tromøybroa) — автомобильный висячий мост, который пересекает Тромёйский пролив (норв. Tromøysund) к востоку от Арендала (фюльке Агдер, Норвегия) и соединяет Тромёй, крупнейший остров Южной Норвегии с материком. Мост является частью дороги Fv409.

## История
Строительство моста было подготовлено специальным комитетом под руководством Христиана Стрэя. Проект разрабатывался с 1938 по 1961 года. В течение двух лет на стройке работали 50—60 человек. Торжественное открытие состоялось 21 октября 1961 года в присутствии министра транспорта и коммуникаций Норвегии Трюгве Браттели. На момент открытия это был самый длинный мост в Норвегии. Стоимость строительства составила 7 млн норвежских крон.
В 2012 году закончилась постройка дополнительной пешеходной и велосипедной дорожки моста. Новые секции, состоящие из решеток из армированной стали (что обеспечивает большую нагрузку и предотвращает накопление снега) были подвешены на западной стороне. Ширина составляет 2,5 м, высота перил с обеих сторон — 1,6 м. Расходы на проект составили 30 миллионов крон.

## Конструкция
Мост двенадцатипролётный висячий. Схема разбивки на пролёты: 12,0х3 + 15,0 + 15,5 + 240,0 + 15,5 + 4х15,0 + 12,0 м. Общая длина моста составляет 412 м. Балка жесткости пролётного строения — металлическая ферма, пилоны моста монолитные железобетонные. 
Мост предназначен для движения автотранспорта, велосипедистов и пешеходов. Проезжая часть шириной 7,5 м включает в себя 2 полосы для движения автотранспорта. По бокам расположены служебные проходы шириной 0,5 м. На западной стороне моста дополнительно устроен пешеходный тротуар и велодорожка шириной 2,5 м. В 2011 году ежедневно по мосту проходило 9500 человек. 